# Cseh György
Cseh György (17. század – 1641 után) ötvösművész, a 17. századi kecskeméti ötvöscéh tagja, Tar Illés, Tar György és Csorcsán Mihály kortársa.

## Munkássága
A késő reneszánsz ötvösművészetének jeles képviselője. Alkotásai főként a Duna-Tisza közén ismertek.
A református egyház számára készült alkotásai közül fennmaradt egy 1626-ban készült talpaspohár és két 1638-as évszámmal jelölt kenyérosztó tányér.